# Hrabstwo Wayne (Missouri)
Hrabstwo Wayne (ang. Wayne County) – hrabstwo przy południowo-zachodniej części stanu Missouri w Stanach Zjednoczonych. Obszar całkowity hrabstwa obejmuje powierzchnię 774,09 mil2 (2 005 km²). Według danych z 2010 r. hrabstwo miało 13 521 mieszkańców. Hrabstwo powstało 11 grudnia 1818 roku i nosi imię Anthony’ego Wayne’a, generała w wojnie o niepodległość Stanów Zjednoczonych.

## Sąsiednie hrabstwa
- Hrabstwo Madison (północ)
- Hrabstwo Bollinger (wschód)
- Hrabstwo Stoddard (południowy wschód)
- Hrabstwo Butler (południe)
- Hrabstwo Carter (południowy zachód)
- Hrabstwo Reynolds (zachód)
- Hrabstwo Iron (północny zachód)

## Miasta
- Greenville
- Piedmont
- Williamsville
- Mill Spring (wieś)